# Макаров, Александр Дмитриевич
Александр Дмитриевич Макаров (25 июля 1983, Гянджа — 17 января 2023, Украина) — российский офицер, подполковник ВДВ. Герой Российской Федерации (посмертно).

## Биография
Родился 25 июля 1983 года.
Сын офицера-десантника. Окончил среднюю школу, Санкт-Петербургский ракетно-артиллерийский кадетский корпус и Рязанское воздушно-десантное командное училище, после чего служил на командных должностях в 217-м парашютно-десантного полку.
В 2007 году проходил службу командиром роты десантного обеспечения своего полка, а затем стал заместителем командира батальона по воспитательной работе.
В 2022 году назначен командиром 3-го парашютно-десантного батальона и инструктором по воздушно-десантной подготовке. С 24 февраля 2022 участвовал во вторжении на Украину. Участник боёв за аэропорт в Гостомеле, село Мощун, Бучу и Ирпень, а также на востоке Украины. Погиб в бою.
Похоронен на кладбище Балино в Иваново.
Был женат, воспитывал двух сыновей.

## Награды
Указом Президента Российской Федерации за мужество и героизм, проявленные при исполнении воинского долга, гвардии подполковнику Макарову Александру Дмитриевичу присвоено звание Героя Российской Федерации (посмертно). 30 мая губернатор Ивановской области Станислав Воскресенский вручил медаль «Золотая Звезда» семье Александра Макарова.
Также награждён Орденом Мужества (посмертно), медалью «За отвагу», медалью Суворова, медалями «За воинскую доблесть» I и II степени и другими медалями Министерства обороны РФ.